# Штейн Леонід Захарович
Леоні́д Заха́рович Штейн (12 листопада 1934, Кам'янець-Подільський — 4 липня 1973, Москва) — український радянський шахіст. Міжнародний гросмейстер (1962), заслужений майстер спорту (1965). Чемпіон УРСР (1960, 1962). Чемпіон СРСР (1963, 1965, 1966).

## Біографія

### Ранні роки
Леонід Захарович Штейн народився 12 листопада 1934 року в невеличкому місті Кам'янці-Подільському (нині Хмельницька область, Україна). Його батьки, Захар Лазарович та Чарна Абівна, мали двох дітей. Сестра була на чотири роки старшою. Це була звичайна трудова сім'я. До того ж батько Леоніда не відзначався гарним здоров'ям.
Коли почалася німецько-радянська війна, рідне місто Штейна одне з перших прийняло на себе удар нацистських загарбників. Сім'я евакуювалася в Узбекистані, під Ташкентом. 1942 року від тифу, у віці 36 років, помер батько Леоніда.
Після війни сім'я знов поселилася в Україні, а саме у Львові. Якраз тоді у місті було засновано першу в історії міста шахову школу, куди у тринадцятирічному віці й прийшов маленький Леонід. У школі він вчився посередньо, тому шахи були єдиним захопленням юного таланта, з яким він зв'язував своє майбутнє. У середині 1940-х років у Львові поселився відомий майстер Олексій Сокольський. Він був вчителем у шаховій школі, куди ходив Леонід. Пізніше, коли Штейн вже стане гросмейстером, він скаже, що саме Сокольський був його першим вчителем.
Львів швидко став сильним шаховим містом. В один момент тут з'явилися такі майстри, як, наприклад, Віктор Карт, який виховав 12 міжнародних гросмейстерів. Тому Штейнові було досить таки важко пробитися у шахову еліту міста.
Через два роки, у 15-річному віці, Штейн досяг 1-го розряду з шахів. Тоді ж він і три його близькі друзі (Ігор Семененко, Борис Каталимов та Юхим Ротштейн) склали, так званий «львівський шаховий квартет», який через декілька років став основою збірної міста.
Серйозний турнірний дебют для Штейна відбувся 1949-го, коли у Львові організували відбірковий турнір, який мав вирішити, хто увійде до складу збірної міста, яка мала виступати на командній першості України. Перше місце посів Віктор Карт, який й складав список учасників. Штейн та Семененко були прийняті. На самій першості львів'яни виступили вдало, пройшовши чвертьфінал та півфінал, а у фіналі розділили 3-4-і місця зі збірною Вінниці.
У 1950 році Штейн дебютував у першості Львова серед дорослих. Там він виступив відносно вдало, набравши більше 50 % очок, а його друг, Ігор Семененко, навіть посів перше місце.
У 1951 році Штейн познайомився з Юрієм Сахаровим, тренером юнацької збірної України. Тоді кияни грали у півфіналі першості України, яка проходила у Львові. Сахаров порадив юному Леонідові зробити свій ігровий стиль різноманітнішим, що Штейн згодом й зробив.
У тому ж році Штейн дебютував у юнацькій першості України. Тоді він посів 4-е місце, за що Сахаров включив його до складу збірної УРСР, яка згодом мала поїхати на командну першість СРСР серед юнаків. Але перед тим Штейн виступив зі своєю міською командою у командній першості України, де львів'яни посіли друге місце (після киян).
Командна першість СРСР серед юнаків проходила у Ленінграді. Там збірна УРСР виступила дуже вдало, посівши друге місце (після росіян). Але погано виступив сам Штейн. Він набрав усього 4½ очки з 9 можливих, а враховуючи, що українці відстали від росіян на пів очка, це було тим більш прикро. Цікавим також є той факт, що на тому ж самому турнірі дебютував юний латвійський хлопчик, який набрав навіть на очко менше за Штейна, та вже через декілька років буде грати матч за звання чемпіона світу проти Михайла Ботвинника. То був Михайло Таль.
Через рік (у 1952-ому), Штейн знов виступив у такому турнірі, де зіграв краще ніж на попередньому, але вже гірше зіграли напарники, через що українцям довелося задовільнитися лише 4-м місцем.

### Служба в армії
У 1952 році Штейну виповнилося 18 років. Тепер він вже не міг виступати на юнацьких турнірах. Прийшов час дорослих випробовувань. Весною 1953 року Штейн посів перше місце у півфіналі чергової першості України, тим самим виконавши норму кандидата у майстри спорту. Очікувався блискавичний дебют молодого Штейна на найбільшому турнірі республіки, але восени прийшла повістка з військкомату і йому довелося вирушити на службу у Радянську армію.
Спочатку він служив в Азербайджані, потім був переведений на Забайкалля. У липні 1954 року він приїхав у Барнаул для участі у 4-му чемпіонаті Сибіру та Далекого Сходу. Це було традиційне змагання, яке водночас було відбором до півфіналу першості РРФСР. Штейн упевнено випередив усіх.
Того року було впроваджено нову систему проведення чемпіонату СРСР. Тепер шлях до фіналу лежав не через чвертьфінал та півфінал, а відразу через півфінал, куди пробивалися десять перших призерів першості Росії. Штейн пов'язував з цим турніром великі надії. Коли він приїхав у Новосибірськ, де й проходила першість республіки, він зустрів там майстра (майбутнього гросмейстера) Анатолія Лутикова, який пізніше став гарним другом Леоніда. Саме Лутиков посів 1-е місце, а Штейн розділив 2-3-і місця з барнаульцем В. Лепіхіним.
Дебют Штейна у чемпіонаті Росії очікувався з інтересом. Але у 1955 році його знову викликають в армію, виконувати свої прямі обов'язки. Тим часом Лутиков здобуває золото російської першості. Замість золотої медалі першості республіки Штейн завойовує золото другого Всеросійського турніру молодих кандидатів у майстри у Калузі.
Після калузького турніру Штейна включають у чемпіонат Збройних Сил, серед учасників у якому був і добре знайомий Леоніду Анатолій Лутиков. Саме вони поділили перше місце, тому результат турніру вирішувався у додатковому матчі між ними. Штейн упевнено переміг майстра — 3,5:1,5.
1956 року Штейнові довелося захищати свій титул чемпіона збройних сил. Цього разу склад учасників був значно слабкіше ніж торік, не виступав і на той момент вже демобілізований Лутиков. Саме тому Штейна вважали єдиним фаворитом змагання. Але несподівано сильний супротив йому причинив москвич Едуард Чаплинський, який зрештою й виграв додатковий матч у львів'янина.

### Звання майстра
У листопаді 1956 року Штейн був демобілізований. Повернувшись у Львів, він намітив ціль якнайшвидше стати майстром і влаштувався тренером у Палаці офіцерів. Перша можливість отримати звання майстра з'явилася одразу ж — на першості України 1957 року. Але туди треба було ще попасти. Скоро Штейн прибув до Києва, на півфінал, де посів друге місце, пропустивши вперед лише Юрія Ніколаєвського.
У ті часи майстрів (а тим паче гросмейстерів) в Україні було дуже мало. Тому організатори першості вирішили запросити до фіналу трьох сильних гросмейстерів — двох уродженців України Сало Флора та Юхима Геллера, й угорця Андора Лілієнталя. Вперше у першості України була встановлена норма майстра. У Штейна з'явився прекрасний шанс. Але вже перша зустріч (й перша зустріч з гросмейстером) закінчилася сумно. У партії з авторитетним Лілієнталем Леонід загубився й програв. Зате у другому турі вдалося перемогти свого минулого тренера з юнацької збірної, Юрія Сахарова. Таким чином Штейн йшов у турнірі, роблячи нічиї, іноді перемагаючи чи програючи. У підсумку, за п'ять турів до кінця змагання йому потрібно було набирати 3,5 очки для того, щоб виповнити норму майстра. Це було складне завдання, адже попереду — партії з Флором та Геллером. Але Штейн не розгубився й блискавично провів першу частину партії з Флором, але в ендшпілі все ж таки занервував та програв. Тоді московський гросмейстер сказав молодому львівському кандидату у майстри: «Знаєте, якщо ви будете грати так гарно, як першу половину партії зі мною, вас будуть очікувати великі успіхи. Недавно гросмейстер Лілієнталь скаржився мені, що він не просто Таль. Так може й гросмейстер Бронштейн мені скоро поскаржиться, що він не просто Штейн». Ясна річ, що то був лише підбадьорливий жарт від тріумфуючого гросмейстера. Але вже у наступному турі Штейн сенсаційно виграє у гросмейстера Геллера! За три тури до кінця Штейну потрібно набирати 2,5 очки, але він несподівано втрачає всі сили: дві нічиї та програш Зурахову. Зрештою Штейн посідає десяту позицію, не дібравши до норми майстра півтора очки.
Весною 1958 року Штейн знову вирушає спробувати свої сили у черговій першості УРСР. У Чернівцях він вдало грає у півфіналі, посідає перше місце, готується до фіналу, але… Спорткомітет УРСР забороняє йому виступати у чемпіонаті республіки через порушення спортивного режиму. Причиною цьому стала гра у карти з друзями.
Весною 1959 року Штейн вирішив востаннє зіграти у першості України. Востаннє, через те, що йому було вже 24 роки, а він все не міг перерости ступінь кандидата у майстри. Черговий півфінал проходив у Харкові. Тоді перспективний львів'янин зіграв на диво погано, дозволивши випередити себе чотирьом. Тоді він точно вирішив зав'язати з шахами.
Але буквально по дорозі додому його викликали до Києва, на фінал першості. Річ у тім, що двоє інших учасників (Горенштейн та Литвинов) не змогли взяти у ній участі. Старий знайомий Штейна, Юрій Сахаров, вирішив, що гарною ідеєю буде записати до складу учасників львівського кандидата. Зібравшись з силами, Штейн грав кожну партію дуже обережно та надійно. У підсумку він посів третє місце, нарешті виповнивши такий бажаний ним норматив майстра. Крім цього, він отримав право зіграти у півфіналі першості СРСР.

### Швидкий підйом
Відразу ж після вдалої першості республіки, де Штейну вдалося завоювати бронзову медаль, гросмейстер Геллер включив його до складу збірної УРСР, яка готувалася до II Спартакіади народів СРСР. Тоді ж Леонід почав свою співпрацю з Євсеєм Поляком, який став тренером молодого майстра. Вперше Штейн побачив шахову еліту у Москві, на тій ж Спартакіаді. У команді він виконував роль запасного, але вже після успішного півфіналу, де Штейн набрав півтора очки з двох, його стали включати в основу набагато частіше. Так, у фіналі він набрав 3 очки з 4 можливих і команда українців посіла третє місце.
Півфінальний турнір 27-ї першості СРСР проходив у Таллінні. Серед учасників були такі корифеї, як Б. Спаський, О. Суетін, А. Гіпсліс та І. Ней. Ніколи раніше Штейн не грав у настільки сильному турнірі. Але йому вдається розділити 3—4-і місця з естонським майстром Неєм, пропустивши уперед лише Спаського та Суетіна. Леоніду доводиться грати матч з Неєм за третє місце, бо вакансій всього три. Після двох партій рахунок був на користь українця — 1,5:0,5. Здавалось, нічию зробити не так вже й важко, але Штейн двічі програє.
Нову спробу попасти на всесоюзну першість Штейн зробив у першості України 1960 року. Львів'янин відразу кваліфікувався до фіналу, бо майстрів все ще бракувало. На старті Леонід видав блискучу серію перемог і після 9 туру в нього було вже 8 очок. Здавалось, що він вже чемпіон. Але декілька програних партій дозволили Юрію Сахарову його наздогнати. Тепер долю змагання мав вирішити черговий матч. Вже після трьох партій Штейн був лідером — 2:1, але його нерви знову здали і четверту партію він програв. Тоді йому сильно допоміг тренер — Євсей Поляк — котрий зміг знайти правильний підхід до морально слабкого Штейна й привести його у форму. Це пішло львівському майстру на користь — у наступних двох партіях він легко переміг конкурента та вперше завоював золото української першості.
Новий чемпіон України знову вирушив до півфіналу, вже 28-ї першості СРСР. Тепер півфінал був ще складніше — гросмейстери Ю. Авербах, Д. Бронштейн, О. Котов та все той же Ней. Плюс два сильних майстри (майбутні гросмейстери) — Є. Васюков та С. Фурман. Такий сильний склад учасників було зрозуміти просто — у той рік (1960) першість СРСР було одночасно й зональним турніром (відбірковим до міжзонального, котрий виводив переможців на турнір претендентів). Але не дивлячись на це, Штейн виступив більш ніж пристойно, поділивши 3—5-і місця з Котовим та Фурманом. Його знову очікував матч-турнір, але несподівано відмовився боротися гросмейстер Котов (потім він сказав, що не хотів ставати на шляху молодих талантів).
1960 рік Штейн закінчив командною першістю СРСР, на якій став найкращим на своїй шахівниці (6 очок з 8 можливих). На початку 1961 року він вже дебютував у фіналі 28-ї першості СРСР. Турнір зібрав всю радянську еліту — Т. Петросян, Ю. Геллер, В. Смислов, Б. Спаський, Ю. Авербах, Д. Бронштейн та інші. Але впевнений у собі Штейн перед початком змагання сказав своєму другові, Едуарду Гуфельду, що посяде не менше шостого місця (за які давали гросмейстерський бал). Жартівлива заява львів'янина, як здалося, була зовсім не жартівливою — після дванадцяти турів він йшов на 3—4-х місцях, разом зі Львом Полугаєвським. Перед останнім туром йому потрібно було перемагати Спаського, щоб не тільки отримати гросмейстерський бал, але й путівку на міжзональний турнір у Стокгольмі. У гострій боротьбі Леонід отримав гору й майбутній чемпіон світу здався без догравання.

### Міжнародний дебют
Відразу ж після першості СРСР, зіркової для Штейна, його було заявлено до складу збірної СРСР у традиційному матчі проти команди Югославії. Це змагання стало міжнародним дебютом для українця. Також він разом зі збірною СРСР поїхав у Гельсінки на VIII Олімпіаду серед студентів, де виступив дуже успішно, набравши 9,5 очка у 12 партіях, а сама команда після дворічної серії невдач повернула собі золото. Партія Штейна з гравцем команди ФРН Лотарем Цінном здобула перший приз за красу. Останнім випробовуванням Штейна перед міжзональним турніром стало змагання у Бухаресті, де львів'янин без проблем посів перше місце і виконав норматив міжнародного майстра.

### Перший міжзональний турнір (Стокгольм, 1962)
26 січня 1962 року, у столиці Швеції зібралися найсильніші шахісти планети (не враховуючи, звісно, чемпіона світу Ботвинника). Молодий майстер, Леонід Штейн зустрівся з такою елітою шахового світу, як з угорцями І. Білеком і Л. Портішем, югославом С. Глігоричем, чехом М. Філіпом, ісландцем Ф. Олафссоном, американцями П. Бенко і А. Бісгайєром. Серед учасників турніру був присутній й найсильніший зарубіжний (не радянський) шахіст — американський чемпіон, Роберт Фішер.
Історія знайомства Штейна та 11-го чемпіона світу досить курйозна. Одного разу, після чергового туру міжзонального турніру, Роберт Фішер зайшов у номер відпочиваючого гросмейстера Геллера, котрий тоді свою партію програв. Так сталося, що саме тоді до одесита зайшов і Леонід Штейн. Американський чемпіон запропонував гросмейстеру зіграти з ним матч із швидких шахів, але Геллер йому відмовив та запропонував зіграти зі Штейном. Фішер, що ніколи не бачив Штейна в обличчя, вирішив, що він якийсь компаньйон іменитого гросмейстера, тому довго не погоджувався з ним грати. Але коли Фішера все ж таки вдалося вмовити зіграти, він погодився, але на гроші. Вирішив, що Штейн недостатньо міцний гравець, Фішер дав йому фору, але коли програв дві партії підряд, вирішив грати на рівних. Відтоді вечори Штейна та Фішера проходили у гострих бліц-битвах, де перемоги кожного разу змінювали свого тріумфатора.
Але турнірні справи Штейна йшли не так солодко. Після семи турів у нього було лише два очки, а йому так хотілося виконати норму міжнародного гросмейстера. Про вихід на турнір претендентів всі й взагалі забули — головне, щоб львівський майстер хоча б більш-менш вдало виступив. Але Штейн вразив усіх — він у 14 наступних турах набрав 11,5 очок, тим самим перевиконавши норматив міжнародного гросмейстера на пів очка. Тепер з'явився шанс навіть зачепитися за можливість потрапити на турнір претендентів. В останньому турі Штейну було необхідно обіграти ісландського чемпіона, Фрідріка Олафссона. Але не впоравшись з нервами, Штейн допустив фатальну помилку та програв.
Таким чином, Штейн поділив 6-8-і місця з Глігоричем та Бенко. Тепер він мав взяти участь у матч-турнірі, де переможець отримував право попасти на бажаний турнір претендентів. Але для Штейна це було вже неможливо. Річ у тім, що по правилам ФІДЕ, у турнірі претендентів могли брати участь максимум п'ять представників однієї країни. Позаяк з Радянського Союзу вже було відібрано п'ять претендентів (М. Таль, П. Керес, Т. Петросян, Ю. Геллер, В. Корчной), Штейн грав у матч-турнірі лише «символічно». Але львів'янин і тоді продемонстрував характер, посівши перше місце, хоча замість нього на турнір поїхав Пал Бенко… Разом з перемогою у матч-турнірі Штейн остаточно підтвердив свій гросмейстерський клас та офіційно отримав це звання (як де-факто учасник турніру претендентів).

### Перший титул чемпіона СРСР
У травні 1962 року Штейн вже грав у фіналі чергової першості України. Нового гросмейстера вважали головним фаворитом змагання, але несподівану боротьбу йому склав Едуард Гуфельд, якого львів'янин обігнав лише на пів очка.
У вересні того ж року Штейн взяв участь у півфіналі чергової першості СРСР, у Ризі. Українець посів лише третє місце при двох прохідних. Але у фінал він все одно потрапив (через запрошення організаторів). Але у фіналі Штейн також зіграв невдало — усі шість гросмейстерів завоювали шість перших місць і лише гросмейстер зі Львова залишився позаду.
1963 рік Штейн розпочав з матчу СРСР — Югославія, потім виступив на III Спартакіаді народів СРСР, трохи пізніше — у півфіналі 31-ї всесоюзної першості у Свердловську (нині Єкатеринбург). Усюди Леонід підтвердив свій гросмейстерський рівень. У півфіналі чемпіонату країни він також посів перше місце. Але у фіналі він знову грав дуже дивно і у перших восьми турах він отримав вісім нічиїх підряд. Але одразу ж після цієї нічийної серії, видав іншу, переможну, і у шістнадцятому турі попереду нього був лише гросмейстер Холмов. У сімнадцятому турі Штейн та Холмов зустрілися в особистому протистоянні, де українець здобув перемогу. Так він став лідером та був попереду Холмова та Спаського (який наздогнав лідерів) на пів очка. Для того, щоб стати першим у країні, Леонідові потрібно було лише обіграти майстра Багірова, але він програв.
На щастя львівського гросмейстера, Холмов та Спаський зіграли у нічию. Тепер вони троє ділили перше місце, тому долю турніру мав вирішити черговий у практиці Штейна матч-турнір, котрий стартував у Москві на початку 1964 року. Вже у першому турі Штейн обіграв Спаського, у другому зіграв у нічию з Холмовим. Потім знову нічия (вже зі Спаським). В останньому турі, для того, щоб стати чемпіоном країни, Леонідові потрібно було зробити хоча б нічию з Холмовим. Тому, отримавши сильну позицію у партії з Холмовим, Штейн прийняв мирну пропозицію від опонента. Він вперше у житті став чемпіоном Радянського Союзу.

### Шлях до Амстердама
У тому, 1964 році, першість СРСР також кваліфікувалася як зональний турнір до чергового міжзонального, котрий мав пройти у столиці Нідерландів, Амстердамі. Але тепер потрібно було грати й друге коло кваліфікації, котрого не було чотири роки тому. Зональний турнір почався при семи учасниках та трьох вакантних місцях. Штейн, як це вже стало традицією, стартував знову невдало — п'ять нічиїх та поразка від Геллера. Перше коло він завершив четвертим (після Бронштейна, Холмова, Геллера та Суетіна). Ситуацію виправили дві перемоги на старті другого кола та чотири нічиї наприкінці. Він поділив 2-3-і місця з Бронштейном.

### Другий міжзональний турнір (Амстердам, 1964)
20  травня 1964 р.  у м. Амстердамі розпочався міжзональний турнір.  Л. Штейн  приїхав з такими шахістами як  Таль, Смислов, Спасський, Бронштейн. 
Після восьми турів у Штейна 3,5 очка. І тут один за одним перед ним складають зброю Глігорич, Бенко, Еванс, Івков, потім—сам лідер турніру Ларсен!  З дев'ятого туру, він у тринадцяти наступних партіях здобув одинадцять перемог при двох нічиїх.
Перед останнім туром у Штейна  16 очок. Він поділяв 3—5-е місця зі Спасським і Талем, був на пів-очка позаду Смислова і Ларсена, на пів-очка — попереду Бронштейна.
Але в останньому турі, граючи білими проти майстра Дарги з ФРН, на 32-му ході погодився на нічию.
А  Таль і Спасський  виграли партії. Вони наздогнали Ларсена і Смислова, поділивши з ними в підсумку 1—4-е місця. Так визначилися перші чотири учасники турніру претендентів. Штейн відстав лише на пів-очка і виборов п'яте місце 

## Турнірні результати

### Чемпіонати України
Леонід Штейн зіграв у чотирьох фінальних турнірах чемпіонатів України, набравши при цьому 51½ очка з 78 можливих (+35-10=33).
| Рік  | Місто | Турнір                                                     | +  | − | =  | Результат | Місце  |
| ---- | ----- | ---------------------------------------------------------- | -- | - | -- | --------- | ------ |
| 1957 | Київ  | 26-й чемпіонат України                                     | 5  | 5 | 7  | 8½ з 17   | 10     |
| 1959 | Київ  | 28-й чемпіонат України                                     | 8  | 2 | 11 | 13½ з 21  | Bronze |
| 1960 | Київ  | 29-й чемпіонат України                                     | 9  | 2 | 6  | 12 з 17   | 1 — 2  |
|      | Київ  | Матч з Юрієм Сахаровим за 1 місце 29-го чемпіонату України | 3  | 1 | 2  | 4 з 6     | Gold   |
| 1962 | Київ  | 31-й чемпіонат України                                     | 10 | 0 | 7  | 13½ з 17  | Gold   |

### Основні спортивні результати
( У цифрових колонках вказано: В - виграші, Н - нічиї, П - поразки, М - місце, Золота медаль - нагорода, здобутою командою)
| Рік  | Турнір                                       | В  | Н  | П | М         |
| 1959 | ІІ чемпіонат ЦР ДСТ «Авангард»               | 5  | 8  | 2 | 2 - 5     |
| 1960 | III чемпіонат ЦР ДСТ «Авангард»              | 8  | 5  | 1 | 1         |
| 1961 | XXVIII чемпіонат СРСР                        | 8  | 8  | 3 | 3 - 4     |
|      | Бухарест. Міжн. турнір                       | 7  | 4  | 1 | 1         |
| 1962 | V міжзональний турнір ФІДЕ                   | 9  | 9  | 4 | 6 - 8     |
|      | Турнір за 6-е місце                          | 2  | 2  | 0 | 1         |
|      | Берлін. Меморіал Ласкера                     | 7  | 7  | 1 | 2 - 3     |
|      | XXX чемпіонат СРСР                           | 8  | 7  | 4 | 6         |
| 1963 | XXXI чемпіонат СРСР                          | 6  | 12 | 1 | 1 - 3     |
| 1964 | Турнір, за 1 -е місце                        | 1  | 3  | 0 | 1         |
|      | Зональний турнір ФІДЕ                        | 2  | 9  | 1 | 2-3       |
|      | VI міжзональний турнір ФІДЕ                  | 12 | 9  | 2 | 5         |
|      | Кисловодськ. Міжн. турнір                    | 5  | 4  | 1 | 2         |
|      | XVI Олімпіада ФІДЕ                           | 8  | 4  | 1 | Зол. мед. |
|      | ХХХІІ чемпіонат СРСР                         | 7  | 10 | 2 | 4         |
| 1965 | Мар-дель-Плата. Міжн. турнір                 | 9  | 4  | 2 | 2         |
|      | Ріо-де-Жанейро. Міжн. Турнір                 | 4  | 3  | 0 | 2         |
|      | І І І командний чемпіонат Європи             | 4  | 6  | 0 | Зол. мед  |
|      | Єреван. Міжн. Турнір                         | 5  | 7  | 1 | 2 - 3     |
|      | ХХХІІІ чемпіонат СРСР                        | 10 | 8  | 1 | 1         |
| 1966 | Мар-дель-Плата. Міжн. турнір                 | 7  | 7  | 1 | 2         |
|      | Кисловодськ. Міжн. турнір                    | 7  | 1  | 3 | 2         |
|      | XVII Олімпіада ФІДЕ                          | 7  | 4  | 1 | Зол. мед  |
|      | XXXIV чемпіонат СРСР                         | 8  | 10 | 2 | 1         |
| 1967 | Сараєво. Міжн. турнір                        | 7  | 7  | 1 | 1 - 2     |
|      | Москва. Ювілейний міжн. турнір гросмейстерів | 6  | 10 | 1 | 1         |
|      | VII міжзональний турнір ФІДЕ                 | 9  | 8  | 4 | 6 - 8     |
|      | Гастінгс. Міжн. турнір                       | 3  | 6  | 0 | 1 - 4     |
| 1968 | Лос-Анджелес. Турнір трьох                   | 1  | 6  | 1 | 1 - 3     |

|      | Кечкемет                                                                   | 9 | 6  | 0 | 1        |
|      | Гавана. Меморіал Капабланки                                                | 9 | 5  | 0 | 2 - 3    |
| 1969 | Таллін. Міжн. турнір Амстердам. Міжн. турнір                               | 8 | 5  | 0 | 1        |
|      | Таллін. Міжн. турнір Амстердам. Міжн. турнір                               | 5 | 8  | 2 | 4 - 5    |
|      | XXXVII чемпіонат СРСР                                                      | 5 | 16 | 1 | 6        |
| 1970 | Белград. «Матч століття»                                                   | 0 | 0  | 1 | .        |
|      | IV командорі чемпіонат Європи                                              | 3 | 2  | 1 | Зол. мед |
|      | Каракас                                                                    | 8 | 8  | 1 | 2 - 3    |
|      | XXXVIII чемпіонат СРСР                                                     | 8 | 12 | 1 | 3        |
| 1971 | Таллін. Міжн. турнір                                                       | 7 | 6  | 2 | 4        |
|      | Врнячка - Баня. Міжн. турнір                                               | 5 | 9  | 1 | 3        |
|      | Пярну. Ювілейний турнір                                                    | 7 | 6  | 0 | 1        |
|      | XXXIX чемпіонат СРСР                                                       | 8 | 8  | 5 | 5 - 6    |
|      | Москва. І І Меморіал Альохіна Рейк'явік. Міжн. турнір Загреб. Міжн. турнір | 5 | 12 | 0 | 1        |
| 1972 | Москва. І І Меморіал Альохіна Рейк'явік. Міжн. турнір Загреб. Міжн. турнір | 7 | 7  | 1 | 4 - 5    |
|      | Москва. І І Меморіал Альохіна Рейк'явік. Міжн. турнір Загреб. Міжн. турнір | 6 | 7  | 0 | 1        |
|      | Кисловодськ. Меморіал Чигоріна                                             | 6 | 8  | 0 | 2        |
| 1973 | Лас- Пальмас. Міжн. турнір                                                 | 4 | 11 | 0 | 1 - 2    |

## Пам'ять
1977, січень — у Львові проведено перший меморіал Леоніда Штейна.
6—15 вересня 1991 року — Кам'янець — Подільський — Всесоюзний шаховий меморіал Леоніда Штейна.
11—22 травня 2000 року — проведено міжнародний шаховий турнір «Меморіал Леоніда Штейна» (Львів).
2004 рік — 70-річчя від дня народження Штейна (Кам'янець-Подільський, шахово-шашковий клуб «Гросмейстер», тиждень пам'яті Леоніда Штейна)
2022 року іменем Штейна названо сквер на вул. Князя Романа у Львові

## Цитати про Штейна
«Талант у Штейна був фантастичний! Для Штейна характерна була безмежна віра в свої сили. Він мав тонке відчуття в позиціях з обопільними шансами, гострий тактичний зір. Правда, він трохи недолюблював технічних позицій… Його внесок у скарбницю древньої гри досить значний, своєрідний, яскравий і по-своєму неповторний» (Анатолій Карпов).
«Штейну забракло буквально міліметра, щоб потрапити до числа претендентів,— писав головний суддя гросмейстер С. Флор.— Своєю енергійною грою він завоював загальну симпатію». Амстердам, зональний турнір. 1964р.